# Ole Olsen (Komponist)

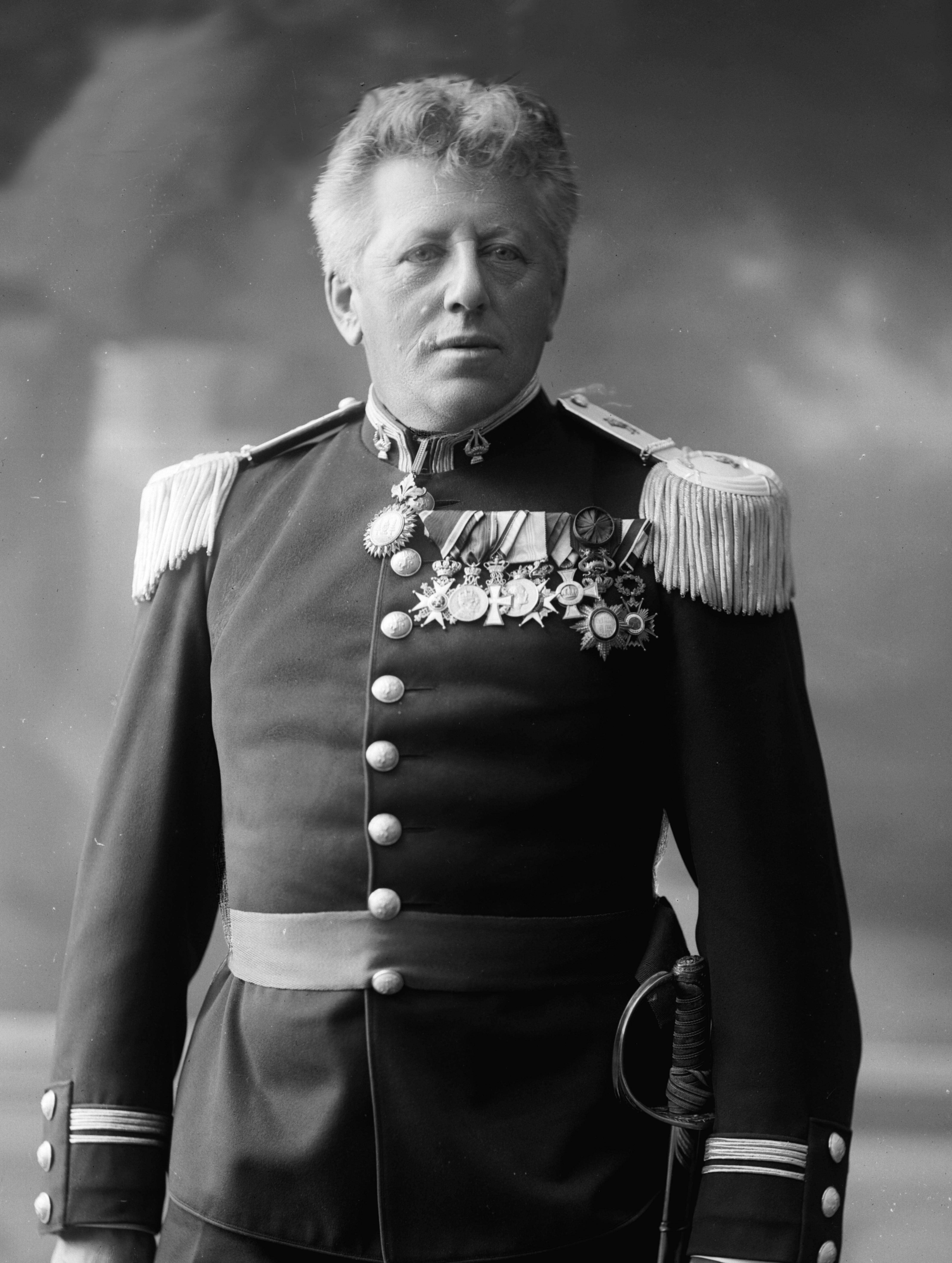
Ole Olsen, 1909

Ole Olsen (geb. 4. Juli 1850 in Hammerfest; gest. 4. November 1927 in Sandvika) war ein norwegischer Komponist und Militärmusiker.

## Leben und Wirken
Olsen erhielt bereits in jungen Jahren Musikunterricht, da sein Vater Iver Olsen sowohl Handwerker als auch Amateurmusiker in der dortigen Kirche war. Der junge Ole, der früh seine Mutter verlor, lernte Klavier und Violine. Bereits im Alter von fünf Jahren komponierte er einfache Stücke und ab seinem siebten Lebensjahr ersetzte er manchmal seinen Vater als Organist in der Kirche.
Ab 1865 studierte er Komposition und Orgel bei den Brüdern Frederick und Just Lindeman in Trondheim. Im Nidarosdom vertrat er mehrmals Just Lindeman an der Orgel. Von 1870 bis 1874 studierte er an der Hochschule für Musik und Theater „Felix Mendelssohn Bartholdy“ in Leipzig bei Oscar Paul und Carl Reinecke. Dort schrieb er seine Sinfonie in G-Dur und begann seine Oper Stig Hvide.
Zurück in Norwegen arbeitete er als Lehrer und Komponist in Christiania (heute Oslo) und blieb dort bis zu seinem Tod. Von 1876 bis 1880 war er Leiter der „Christiania Artisans’ Choral Society“ und während Johan Svendsens Auslandsaufenthaltes war er auch Leiter des dortigen Orchesters der Musikgesellschaft. Ab 1884 war er Militärkapellmeister der Musikkapelle der zweiten Brigade in Akershus. 1899 wurde er Inspektor der Musikkapellen der norwegischen Armee und blieb in dieser Position bis 1920. Als gelernter Maurer war er in der norwegischen Freimaurerei aktiv und leitete ein Freimaurerorchester.
1879 heiratete er Marie Hals, die Tochter des Klavierbauers und Ladenbesitzers Karl Hals. 1895 erhielt er die Auszeichnung Ritter 1. Klasse des Sankt-Olav-Ordens.
Als Komponist schrieb er Werke für Orchester, Blasorchester, Musiktheater und Kammermusik. Seine Opern sind im Stil von Richard Wagner, aber auch von der nationalistischen Tradition beeinflusst.
Olsen wurde auf dem Vår Frelsers Gravlund beigesetzt.

## Werke (Auswahl)

### Opern
- Stig Hvide (1872–1876)
- Lajla (1893)
- Stallo (1902)
- Klippeøerne (1904–1910)

### Oratorien
- Nidaros (1897)

### Kantaten
- Ludvig Holberg (1884)
- Griffenfeldt (1897)
- Broderbud (o. J.)